# Juan Luis Robinson
Juan Luis Robinson (Callao, Perú; 28 de enero de 1942-Callao, Perú; 11 de febrero de 2024) fue un exfutbolista peruano. Se desempeñó como delantero en clubes como el Club Atlético Chalacoy el Foot Ball Club Aurora de Arequipa.

## Trayectoria
Se formó en los calichines del Club Atlético Chalaco para luego pasar a los juveniles y al primer equipo. Fue parte del equipo que logró el campeonato la Liga Provincial de Fútbol del Callao en 1970 y la Liguilla de Ascenso a Segunda División en 1971. También fue entrenador del Club Teofilo Zavalaga, donde dirigió a Geronimo Barbadillo en sus inicios.

## Clubes
| Club                        | País | Temporada |
| --------------------------- | ---- | --------- |
| Club Atlético Chalaco       | Perú | 1961-1968 |
| Club Teofilo Zavalaga       | Perú | 1969      |
| Atlético Deportivo Olímpico | Perú | 1970      |
| Club Atlético Chalaco       | Perú | 1970-1971 |
| Foot Ball Club Aurora       | Perú | 1972      |